# Vasile L. Pop
Vasile L. Pop (n. 2 martie 1860, Lupoaia, Sălaj – d. 27 ianuarie 1930, Buciumi, Sălaj) a fost un delegat în Marea Adunare Națională de la Alba Iulia, organismul legislativ reprezentativ al „tuturor românilor din Transilvania, Banat și Țara Ungurească”, cel care a adoptat hotărârea privind Unirea Transilvaniei cu România, la 1 decembrie 1918.:p. 77

## Biografie
Vasile L. Pop și-a început studiile gimnaziale la Cluj, după care a urmat seminarul teologic la Gherla, terminat în 1883. Și-a început activitatea de preot în parohia Bozna, Sălaj. A fost una dintre personalitățile importante din zonă ale luptei pentru eliberare națională de la sfârșitul secolului al XIX-lea și din primele două decenii ale secolului al XX-lea. În toamna lui 1918 a contribuit la organizarea consiliilor și gărzilor naționale române din localitățile Buciumi și Sângeorgiu de Meseș, îndrumând în același timp activitatea de organizare în celelalte localități din protopopiat. A fost de asemenea director al Despărțământului Buciumi al „Astrei”.

## Activitatea politică

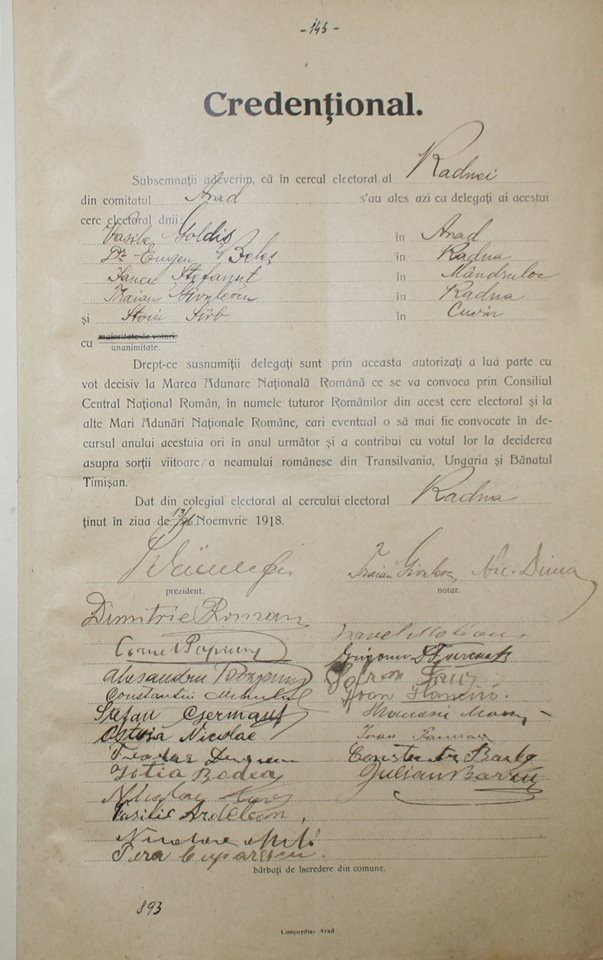
Credențional

A participat la 1 decembrie 1918 la Marea Adunare Națională de la Alba-Iulia ca delegat al protopopiatului greco-catolic, Almaș.